# Comarca de Santiago
A Comarca de Santiago é uma comarca galega que inclui os seguintes oito concelhos:  Ames, Boqueixom, Briom, Santiago de Compostela, Teio, Vale do Duvra e Vedra.
Limita a Norte com Ordes; a Leste, com as de Arçua e Deza; a Sul com as do Sar e Tabeirós - Terra de Montes e, a Oeste, com as de Xallas e Barcala.